# Wolne Konopie
Wolne Konopie – polska inicjatywa społeczna założona w 2006 przez działaczy Kanaby i Inicjatywy Wolne Konopie, dążąca do zmiany praw regulujących użytkowanie konopi w Polsce. Od 2013 również Stowarzyszenie na rzecz racjonalnej i efektywnej polityki narkotykowej „wolnekonopie.org”.

## Działalność

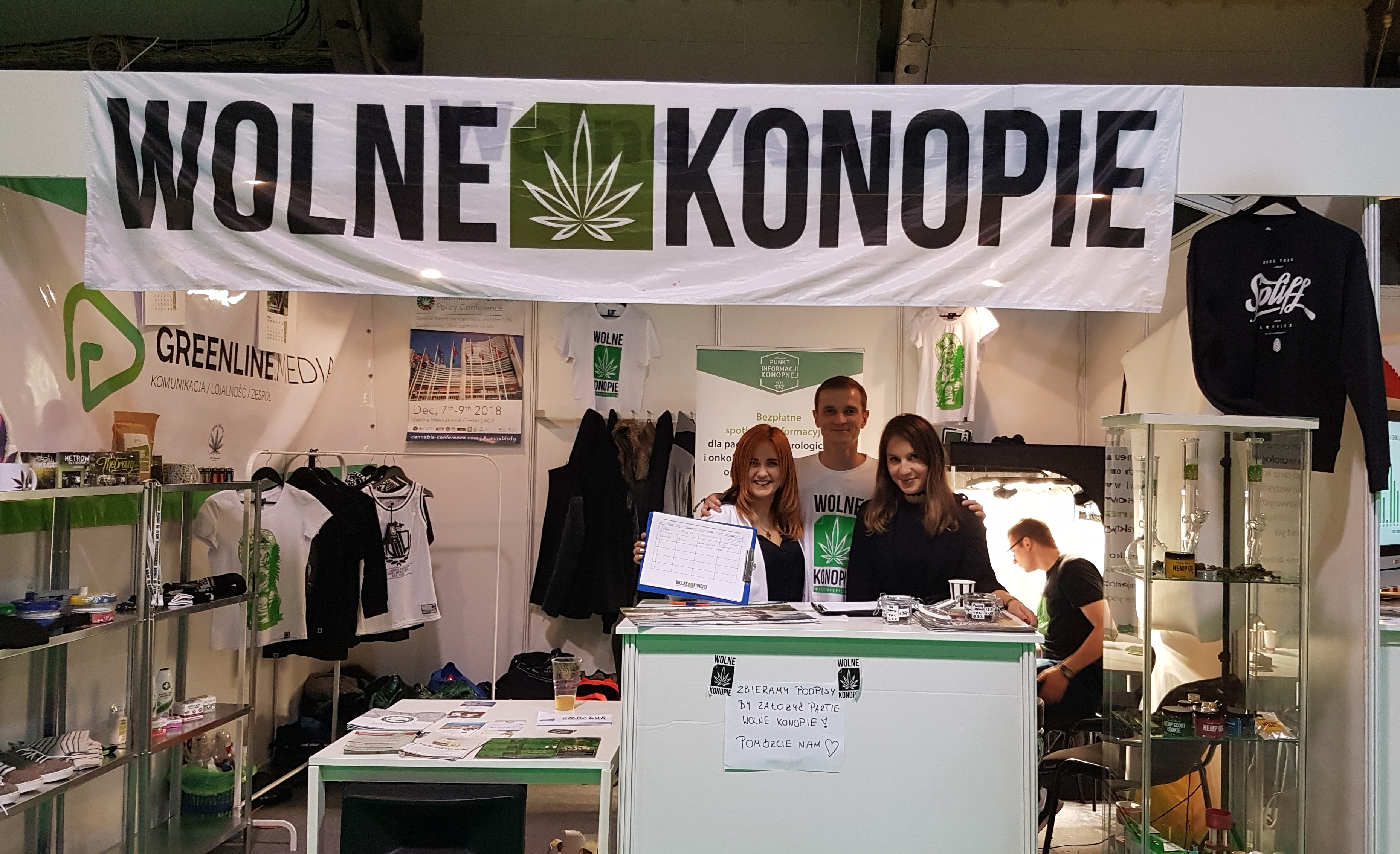
Wolne Konopie (Cannafest 2018).

Stowarzyszenie jest członkiem Międzynarodowej Koalicji Pacjentów z Medyczną Marihuaną (IMCPC), organizacji dążącej do zalegalizowania wykorzystania konopi w celach medycznych. Tworzy również projekt Konopie Leczą, zajmujący się informowaniem społeczeństwa o medycznych walorach konopi. Stowarzyszenie współpracowało również z Koalicją Medycznej Marihuany przy tworzeniu ustawy regulującej dostęp do medycznej marihuany w Polsce, złożonej za pośrednictwem posła Piotra Liroya-Marca w Sejmie i uchwalonej przez parlament w 2017.
Stowarzyszenie organizuje (odbywający dorocznie się od 2003) Marsz Wyzwolenia Konopi. Od 2006 organizuje również akcję Otwarta Pestka, polegającą na rozdawaniu chętnym osobom nasion konopi.
Stowarzyszenie publikuje również gazetę „Spliff”, zajmującą się tematyką konopi, a także prowadzi muzyczną działalność wydawniczą poprzez wytwórnię Protest Song.

## Cele
W statucie stowarzyszenia zostały zawarte następujące cele:
- wdrażanie racjonalnej i efektywnej polityki redukcji szkód, spowodowanych używaniem substancji psychoaktywnych.
- liberalizacja polityki narkotykowej,
- wszechstronne propagowanie swobodnego dostępu do rzetelnej informacji związanej z substancjami psychoaktywnymi,
- ochrona oraz edukacja społeczeństwa związana ze skutkami używania substancji psychoaktywnych,
- popularyzacja medycznych i przemysłowych zastosowań konopi,
- działanie na rzecz równego statusu każdej jednostki bez względu na przynależność etniczną, narodowość, obywatelstwo, pochodzenie społeczne, światopogląd, wyznanie, wiek, płeć i orientację seksualną oraz na rzecz obrony przyrodzonych praw człowieka do wolności przekonań.